# Heptan-1-ol
El heptan-1-ol, anteriormente nombrado como 1-Heptanol y también conocido como alcohol heptílico o n-heptílico (atención, no se confunda con alcohol etílico), es el nombre del grupo de alcoholes derivados de los hidrocarburos saturados con una composición de un grupo "OH", este se compone de una cadena de siete de carbonos, quince hidrógenos y un grupo hidroxilo, su fórmula estructural es C7H15OH. Es un líquido incoloro, muy poco soluble en agua, pero miscible con éter dietílico (etoxietano) y etanol.
Se conocen otros tres isómeros de este alcohol que tienen una cadena lineal, estos son:
- Heptan-2-ol
- Heptan-3-ol
- Heptan-4-ol.

Estos se diferencian por la ubicación del alcohol del grupo funcional. 
El heptan-1-ol se usa comúnmente en los experimentos de electrofisiología cardiaca para bloquear uniones y aumentar la resistencia axial entre los miocitos. El aumento de la resistencia axial se reducirá a la velocidad de conducción y aumentar la susceptibilidad del corazón a la excitación de reentrada y arritmias sostenidas. 
El heptan-1-ol tiene un olor agradable y se usa en cosmética por su fragancia.